# لیشتناو (وستفالن)
شهر لیشتناو (به آلمانی: Lichtenau) در ایالت نوردراین-وستفالن در کشور آلمان واقع شده‌است.